# Marta Honzatko
Marta Honzatko właśc. Marta Bucka (ur. 26 czerwca 1981 w Zielonej Górze) – polska aktorka i wokalistka.

## Życiorys
W 2006 ukończyła studia na Wydziale Aktorskim Państwowej Wyższej Szkoły Teatralnej im. Ludwika Solskiego w Krakowie, wcześniej dwa lata studiowała na Wydziale Wokalnym uczelni. Występowała w krakowskich kabaretach: Loch Camelot i Piwnica pod Baranami. Wówczas to zmieniła nazwisko z Bucka na Honzatko, będące panieńskim nazwiskiem jej babki. Od 2012 roku jest członkinią zespołu Teatru im. Adama Mickiewicza w Częstochowie. W 2013 roku otrzymała angaż do główniej roli w filmie "Smoleńsk" w reżyserii Antoniego Krauze. Ostatecznie jednak z powodu przerwy w zdjęciach oraz ciąży aktorki rolę tę zagrała Beata Fido.
Była laureatką Stypendium Twórczego Miasta Krakowa. W 2010 roku zajęła II miejsce na krakowskim Grechuta Festival. Rok później otrzymała na Międzynarodowym Festiwalu Filmowym "Listapad" w Mińsku nagrodę za najlepszą pierwszoplanową rolę kobiecą w filmie "Czarny czwartek" (reż. Antoni Krauze).
W 2010 roku zadebiutowała w projekcie muzycznym „Honzatko Rozmontowana” stworzonym wspólnie z Aleksandrem Brzezińskim (muzyka) oraz Michałem Zabłockim (teksty). W 2011 roku projekt przekształcił się w zespół muzyczny Honzator, który w 2014 roku wydał debiutancką płytę „Chłopaki na start!”.

## Życie rodzinne
Marta Honzatko jest żoną Macieja Półtoraka - syna Michała Półtoraka, skrzypka zespołu Anawa i również aktora. Małżeństwo ma dwóch synów: Tobiasza i Horacego.

## Filmografia

### Filmy fabularne
- Katatonia (2004) - Kaśka
- Heniek (2010) - Jola, sekretarka prezesa
- Czarny czwartek (2011) - Stefania Drywa
- Mur (2014) - Malika, opiekunka matki

### Seriale telewizyjne
- Na dobre i na złe (2006, odc. 264, 269, 277)
- Niania (2007, odc. 81)
- Trzeci oficer (2008, odc. 1)
- Ojciec Mateusz (2011, odc. 96)
- Julia (2011-12, odc. 131, 134-140)